# Car Wheels on a Gravel Road
Car Wheels on a Gravel Road är ett musikalbum av Lucinda Williams lanserat 1998 på skivbolaget Mercury Records. Albumet blev hennes första att sälja guld i USA och har förblivit hennes bäst säljande skiva. Albumet är en "rootsrock"-skiva med tydliga influenser från blues, country och amerikansk folkmusik. Williams spelade först in sina låtar i Austin med Gurf Morlix, men gjorde sedan om alla inspelningar i Memphis, Tennessee och det slutgiltiga albumet producerades till stor del av Roy Bittan.
Albumet tilldelades en Grammy Award i kategorin "Best Contemporary Folk Album". Skivan har fått ett stort erkännande av musikkritiker. Pitchfork Media gav det 9.2/10 i betyg. Robert Christgau delade ut sitt högsta betyg A+ till albumet. Magasinet Rolling Stone listade det som #204 i listan The 500 Greatest Albums of All Time. Det finns även med i Robert Dimerys bok 1001 album du måste höra innan du dör. Albumet blev utnämnt till årets bästa i 1998 års Pazz & Jop-lista.

## Låtlista
(låtar utan angiven upphovsman skrivna av Lucinda Williams)
1. "Right in Time" – 4:35
2. "Car Wheels on a Gravel Road" – 4:44
3. "2 Kool 2 Be 4-gotten" – 4:42
4. "Drunken Angel" – 3:20
5. "Concrete and Barbed Wire" – 3:08
6. "Lake Charles" – 5:27
7. "Can’t Let Go" (Randy Weeks) – 3:28
8. "I Lost It" – 3:31
9. "Metal Firecracker" – 3:30
10. "Greenville" – 3:23 (med Emmylou Harris)
11. "Still I Long For Your Kiss" (Williams, Duane Jarvis) – 4:09
12. "Joy" – 4:01
13. "Jackson" – 3:42

## Listplaceringar
- Billboard 200, USA: #65[6]
- Sverigetopplistan: #60[7]